# Tree Adams
Tree Adams est un compositeur de musique de films et de séries télévisées.
Il a composé le générique d'ouverture de la série Californication et les musiques du téléfilm Lizzie Borden a-t-elle tué ses parents ?  et sa suite The Lizzie Borden Chronicles ainsi que celles de la série Les 100.